# Pepper (gruppo musicale)
I Pepper sono un gruppo musicale statunitense formatosi a Kona, Hawaii, nel 1996. La band combina melodie raggae, punk e rock nella sua musica.

## Formazione
- Bret Bollinger – voce, basso (1996-presente)
- Kaleo Wassman – voce, chitarra (1996-presente)
- Yesod Williams – batteria, voce secondaria (1997-presente)

## Discografia

### Album in studio
- 2000 – Give'n It
- 2002 – Kona Town
- 2004 – In with the Old
- 2006 – No Shame
- 2008 – Pink Crustaceans and Good Vibrations
- 2013 – Pepper

### Album dal vivo
- 2006 – Live at the Fox Theatre, Boulder
- 2009 – Kona Gold

### Raccolte
- 2007 – To Da Max

### EP
- 2001 – Warped Tour EP
- 2010 – Stitches EP

### Demo
- 1997 – Seven-Song Demo
- 2000 – Give'n It